# Radio Ga Ga
A Radio Ga Ga az első dal a brit Queen rockegyüttes 1984-es The Works albumáról. Az album vezető kislemezeként jelent meg 1984. január 23-án. A szerzője Roger Taylor dobos volt, akit egyrészt az akkor hároméves kisfia gügyögése, másrészt – egy maratoni MTV nézés után – az egyre inkább előtérbe kerülő, a zenét majdnem háttérbe szorító videóklipek népszerűvé válása inspirált. A szöveg utalás a rádió fénykorára, amikor Taylor szerint a zene fontosabb volt, mint a megjelenés. A felvételek során Freddie Mercury énekes rengeteget alakított az eredeti ötleten, hogy  az elmúlt időszak kudarcai után a Queen újra egy nagyon sikeres kislemezt tudjon produkálni. A dal hangszerelésében vezető szerepet játszottak a szintetizátorok és más elektronikus hangképző eszközök.
A kislemez vegyes fogadtatásban részesült, egyes kritikusok „gagyinak” minősítették, felrótták, hogy pont az ellen a divat ellen szólnak, amelyet maguk is kihasználnak, mások elismerték, hogy a sikere újra egyenesbe állította az együttest. Az brit slágerlistán a második helyet érte el, az amerikai Billboard Hot 100-on pedig a tizenhatodikat, utóbbi országban sokáig nem is tudtak újra Top 20-as kislemezt kiadni.
A dal népszerűségéhez nagyban hozzájárult a nagy költségvetéssel elkészült híres videóklipje. A filmben az együttes egy disztópikus jövőbeli városban látható, ahol nagyszámú közönség előtt lépnek fel, az emberek pedig utánozzák az együttes tapsolását. A film egyes jeleneteit Fritz Lang 1927-es Metropolis című némafilmjéből kölcsönözték. A klipet a „Legjobb művészi rendezés” kategóriában jelölték az 1984-es MTV Video Music Awards átadón, de nem nyert. Rendszeresen előadták a koncertjeiken, és az 1985-ös Live Aid koncerten is része volt az együttes programjának.

## Inspiráció és felvételek
A dalt Taylor akkor hároméves fia, Felix ihlette, aki Los Angeles-i otthonukban rámutatott a rádióra, és azt gagyogta: „rádió ca ca”. Taylornak megtetszett a dolog, és a szavakkal játszadozva kitalálta végül a „radio ga ga” címet. Ebből levezetve írta meg később a szöveget, ami szokatlan dolog volt tőle, mert általában pont fordítva szokta. Miután az együttes 1983 végén elkezdte a felvételeket a Los Angeles-i Record Plant Studiosban, Taylor pár napra „bezárkózott” egy szobába egy szintetizátorral és egy dobgéppel, megalkotva a dal akkordmenetét, összehozva egy kezdetleges demót. Alapvetően saját szólódalnak tervezte, de ahogy a többiek meghallották, egyre jobban belevonódtak, John Deacon elkezdett dolgozni a basszusszólamon, Brian May a gitártémán, Mercurynak pedig nagyon megtetszett – ezt látva Taylor úgy döntött, hogy mégis Queen-dal lesz belőle. Rövid ideig ő és May közösen dolgoztak rajta, majd szétváltak, és May az ötleteit a „Machines” című dalban használta fel.
A The Works többi dala mellett 1983 augusztusa és 1984 januárja között rögzítették a Record Plantben és a müncheni Musicland Studiosban. A felvételek egy szakában Taylor szabadságra ment, és mivel amúgy sem tulajdonított nagy jelentőséget a demónak, megengedte Mercurynak, hogy a saját belátása szerint alakítsa a dal sorsát, aki viszont nagy lehetőségeket látott benne. Mercury amúgy sem volt túl elégedett Taylor dalaival: „minden alkalommal, amikor a Queen kijön egy albummal, felveszünk egy tucatnyi dalt, és azok közül kiválasztjuk a legjobbakat. Ha én írok öt dalt, azok közül mind jobb, mint Roger egy dala. Akkor azt mondjuk, hogy nem kell az az egy dala. Roger megír három vagy négy dalt, és amennyire én meg tudom ítélni, egyik sem elég jó.” Így kapott az alkalmon, és kiegészítette, slágeresebbé tette a „Radio Ga Ga”-t, bár ettől függetlenül nem jelölték szerzőnek. Peter Freestone, Mercury személyi titkára szerint a végső változatára rengeteget változott a dal a demóhoz képest, ami őt Verdi Otellójának „Ave Maria” énekére emlékeztette.

## Zenei stílus és dalszöveg
- Radio Ga GaAz elektronikus hangszerelés és a megkapó dallamosság találkozik a dalban.

Nem tudod lejátszani a fájlt?
A dal F dúrban íródott, és közepesen gyors, percenként 110-es a ritmusa. Az alapjait Roland Jupiter-8 szintetizátorral megalkotott jellegzetes arpeggiók adják. A basszus- és dobhangzást részben szintetizátorral, részben akusztikusan hozták létre. A dalt Mercury énekelte, egyes helyeken Roland VP-330 vocoderrel torzították el a hangját. A vocoder és a szintetizátor használatában Fred Mandel volt segítségükre. Kevés gitár hallható benne, a vége felé May egy rövid slide szólót játszik.
A „Radio Ga Ga” az „MTV és a videó uralta popkultúra növekvő hatalmának egyfajta kritikája”, valamint „ködös tekintetű dicshimnusza a tovatűnt rádiókorszaknak.” A mondanivalót Taylor azután ötlötte ki, hogy egy csomó klipet megnézett az MTV-n. „Arról szól, hogy mennyire fontos volt a rádió, a régi időkben, a televízió előtt, és hogy milyen fontos volt számomra, amikor gyerek voltam. A rádióban hallottam először rock and rollt. Sokat hallottam Doris Dayt, de néhány alkalommal lehetett hallani egy-egy Bill Haley vagy Elvis Presley dalt. Ma úgy tűnik, hogy a klipek, a rock and roll vizuális oldala fontosabbá vált, mint maga a zene – kicsit túlságosan is. Úgy értem, a zene inkább a fülnek szól, mint a szemnek.” A dalszöveg „through wars of worlds/invaded by Mars” (A világok háborúját, marslakók támadását) sora utalás Orson Welles 1938-as rádiós hoaxára, melynek során olyan átéléssel adtak elő egy részletet H. G. Wells Világok harca című regényéből, hogy a rádióhallgatók azt hitték, hogy valódi híreket kapnak, és Amerika szerte pánikba estek. Ugyanakkor a „You've yet to have your finest hour” (De az igazi fénykorod még hátra van) sor Winston Churchill híres 1940-es beszédét idézi fel: „Gyürkőzzünk hát neki feladatunknak, és úgy viseljük magunkat, hogy ha a Brit Birodalom és Nemzetközössége ezer évig fennmarad is, azt mondhassák az emberek: »Ez volt a legdicsőbb órájuk«.”

## Megjelenés és fogadtatás
Kislemezen is megjelent 1984. január 23-án, és nemzetközi sikereket ért el. Ez volt az együttes első lemeze, amely saját, könnyen megkülönböztethető katalógusszámot kapott az EMI-től (QUEEN 1). A kiadó széles körű reklámkampányt szervezett a támogatására, többek közt a londoni buszok oldalán jelentek meg hirdetések, valamint közreadtak egy telefonszámot is, amelyet felhívva hallani lehetett egy részletet a dalból. Angliában a második helyet érte el a slágerlistán, és egy hónap alatt 200 ezer példányban kelt el, Amerikában a tizenhatodik helyre került, valamint listavezető lett Olaszországban, Németországban, Svédországban, Belgiumban és Írországban. Az első kiadású kazettákon még „Radio Ca Ca” cjelent meg, de féltek, hogy a rádiók nem játszanák a provokatív cím miatt (a „ca ca” franciául ürüléket jelent), ezért megváltoztatták – bár Taylor szerint ha valaki figyelmesen hallgatja a dalt, még hallhatja, ahol bizonyos helyeken „radio ca ca”-t énekelnek.
A sajtó javarészt hűvösen fogadta, az NME rosszindulatúan írta róla: „Hiányzik belőle az ötlet, a művésziesség és a következetesség. Nyers zagyvaság az egész, tönkretette a hangulatomat.”, míg a Record Mirror valamivel enyhébben, de ugyancsak gúnyosan azt írta: „Hosszú szünet után a Queen újra dübörög. Most egy pár hétig egyebet se fogunk hallani, mint hogy »Radio Ga Ga, Radio Goo Goo…«” A Rolling Stone kritikusa cinikusan írta róla: „újabb instant ékkő a Queen Top 40-es koronáján [...] a Queenes Deutschland Uber Alles stílusban.” Sandy Robertson a Soundsban ellentmondásosnak találta a zene és szöveg kapcsolatát: „…a rádióról szól (a rádiók játszani fogják), a rádió elértéktelenedésének kritikája (botrány garantálva), és nagyszerű példája annak a dübögő, bosszantóan áramvonalas, habkönnyű popzenének, amelyet maga a dalszöveg is támad (a rádiók még többet fogják játszani, és még több botrány garantálva). ” Lloyd Sach az USA Today-ban kedvelte, de a szöveget ő is ellentmondásosnak tartotta: „meg kell hagyni, elegáns, érzelmes óda a rádiózáshoz – bár nem teljesen jogos a leereszkedésük, tekintve hogy ők maguk is mennyit tettek azért, hogy olyan rossz legyen az a rádió.”
2010-ben Stephen Dalton kritikus írta róla: „előprogramozott ütemek, és pulzáló szintetizátorok szilárd alvázán zakatol előre ez a masszívan elektronikus szám, mely révén a Queen a legközelebb jutott a Kraftwerk ragyogó retro-futurizmusához.”

## Videóklip

A videóklip egyik jelenete, ahol az együttes futurisztikus repülőalkalmatosságon utazik

A dalhoz nagy költségvetésű, híres videóklip készült. Giorgio Moroder producer akkoriban vásárolta meg az 1927-es klasszikus német némafilm, a Metropolis jogait, és musicalt akart készíteni belőle. Szerette volna, ha Mercury elénekel egy dalt a filmzenealbumon, és cserébe felajánlotta, hogy engedélyezi a film bizonyos részeinek felhasználását az együttesnek.  Emellett a német kormánynak is kellett fizetniük a jogokért. Taylor úgy érezte, hogy egy fekete-fehér némafilm hasonló érzést vált ki, mint amiről részben a dal is szól: „rokon azzal a nosztalgiával, amit a gyerekkorom iránt érzek, amikor éjszakánként a takaróm alatt a Radio Luxembourg-ot hallgattam”. A filmet David Mallet rendezte, és 110 fontba került. A bluebox jeleneteket 1983. november 23-án és 24-én vették fel a St. John’s Woodban található Carlton tévéstúdióban, a tömegjeleneteket pedig a Shepperton stúdióban. A tömegjelenetekben az együttes ötszáz rajongója szerepelt.
A klipben az együttes a Metropolisban látható futurisztikus városban látható, amint egy repülő autóban ülnek, amelyet Taylor vezet. A tömegjeleneteknél az együttes egy emelvényen adja elő a dalt, a közönség pedig utánozza a tapsaikat és ökölrázásukat. Egy másik, párhuzamosan futó jelenetsorban egy négytagú család gázálarcban várja a bombázást, és az apa kérésére a fiú bekapcsolja a rádiót. Ezek a jelenetek keverednek a második világháborúban bombázott Londonról készült rövid, archív jelenetekkel. A dal közepénél a család fellapoz egy „Favourite Years” című könyvet, amelyben az együttes ismert klipjeiből láthatóak jelenetek. A klip végén a család leveszi a gázálarcot, de akkor megremeg az épület, és robbanó bombák fénye villan. A klipet a „Legjobb művészi rendezés” kategóriában jelölték az 1984-es MTV Video Music Awards átadón, de nem nyert. Miután a Top of the Pops műsor lejátszotta, John Peel műsorvezető azt mondta róla, hogy a nácik nürnbergi gyűlésére emlékeztette.

## Élőben
Megjelenésétől kezdve rendszeresen játszották a koncerteken, egészen az 1986-os legutolsó előadásukig. Nagy népszerűségre tett szert a közönség körében, akik rendszeresen együtt énekelték Mercuryval a refrént, és a kliphez hasonlóan a fejük felett tapsoltak az adott részeknél. Az együttes előadta az 1985-ös Live Aid koncerten. Amellett, hogy a Queen előadását kiemelték a zenésztársak és kritikusok, sokak véleménye szerint azon belül a „Radio Ga Ga” előadása volt a csúcspont: „Már akkor őrjöngés tört ki, amikor bejelentették a Queen színpadra lépését. Amikor pedig belekezdtek a »Radio Ga Ga«-ba, a hangulat szinte elektromossá vált. A színpadon cikázva őrült fenségként forgatva a mikrofont, Freddie viharként vette be a Wembley-t. 72 ezer ember, 144 ezer ököl teljes extázisban a zene ütemére hasította a levegőt.” Felkerült az 1986-os Live Magic és az 1992-es Live at Wembley ’86 koncertalbumokra.
Az 1992-es Freddie Mercury emlékkoncerten Paul Young énekelte. 2002. június 3-án, a II. Erzsébet uralkodásának ötvenedik évfordulójára rendezett koncerten May és Taylor előadták a dalt, Phil Collins kísérte őket dobon. Mercury halála után Taylor előadta a szólókoncertjein, és a 2004-es Queen + Paul Rodgers turnékon szintén Taylor énekelte – felkerült a formáció 2005-ös Return of the Champions koncertalbumára és koncertfilmjére is. A 2008-as Rock the Cosmos Tour során már Rodgers énekelte.

## Feldolgozások és hatásai
Az Electric Six együttes rendszeresen játszotta a koncertjein a ráadásban. Miután a Warner kiadóhoz szerződtek, kiadták a már korábban felvett dalt, az eredeti tervekkel ellentétben A oldalon. A feldolgozás rövidebb az eredetinél, és néhol a szöveget is megváltoztatták. Hírhedtté vált a hozzá készült videóklip, amelyben az együttes frontembere, Dick Valentine mint Freddie Mercury szelleme  jelenik meg, pudlik társaságában látható egy bárban, és Mercury sírján táncol. Utóbbi részleten sokan megütköztek, hogy megsérti az énekes emlékét, Valentine viszont azt mondta, hogy egyszerűen csak Mercury szellemét akarták megidézni, és ehhez logikus kiindulópont volt az énekes sírja. A kislemez a huszonegyedik helyet érte el Angliában.
Több rádióállomás is viseli a nevét, például a miskolci Rádió GaGa vagy a marosvásárhelyi Rádió GaGa. Lady Gaga amerikai énekesnő művésznevét is a dal inspirálta.

## Közreműködők
- Freddie Mercury: ének, háttérvokál
- Brian May: gitár, háttérvokál
- John Deacon: basszusgitár
- Roger Taylor: dob, háttérvokál
- Fred Mandel: szintetizátor

## Kiadás és helyezések
| Év   | Lista                     | Helyezés |
| ---- | ------------------------- | -------- |
| 1984 | Brit kislemezlista        | 2        |
| 1984 | Amerika Billboard Hot 100 | 16       |
| 1984 | Ausztria Top 40           | 2        |
| 1984 | Belgium Ultratop          | 1        |
| 1984 | Francia slágerlista       | 28       |
| 1984 | Hollandia MegaCharts      | 2        |
| 1984 | Ír slágerlista            | 1        |
| 1984 | Német slágerlista         | 2        |
| 1984 | Norvégia VG-lista         | 2        |
| 1984 | Svájci slágerlista        | 3        |
| 1984 | Svéd slágerlista          | 1        |

| Ország       | Eladási minősítés | Eladás   |
| ------------ | ----------------- | -------- |
| Anglia (BPI) | ezüst             | 200 000+ |

## Külső hivatkozások
- Dalszöveg
- Radio Ga Ga. www.queensongs.info. (angolul) Queensongs.info – Részletes dalszerkezet elemzés
- Videóklip. YouTube
- Slágerlistás helyezései. ukmix.org (angolul)